# Fritz Walter (football, 1920)
Pour les articles homonymes, voir Fritz Walter et Walter.
Friedrich « Fritz » Walter, né le 31 octobre 1920 à Kaiserslautern et mort le 17 juin 2002 à Enkenbach-Alsenborn dans l'arrondissement de Kaiserslautern, est un footballeur international allemand évoluant au poste de milieu gauche dans les années 1940 et 1950.
Il est l'un des joueurs les plus populaires du football allemand, pour avoir été notamment le capitaine de l'équipe d'Allemagne victorieuse de la Coupe du monde de 1954. Cette victoire constitue à l'époque un exploit en raison du contexte politique et économique en Allemagne et de l'invincibilité supposée de l'adversaire en finale, au point d'être resté connu comme le « miracle de Berne » (das Wunder von Bern).
Il est aussi réputé pour sa fidélité à son club, le 1.FC Kaiserslautern, pour lequel il joue pendant plus de trente ans, remportant deux championnats d'Allemagne en 1951 et 1953.
Son frère Ottmar Walter est aussi joueur professionnel et international allemand. Les deux joueurs forment la première fratrie à remporter ensemble la Coupe du monde de football.

## Biographie

### Les débuts
Friedrich Walter naît en 1920 à Kaiserslautern et est l’aîné d’une fratrie de cinq enfants. Il a aussi aussi deux sœurs Gisela et Sonja, et autant de frères Ludwig et Ottmar. Leur père tient l’auberge du 1.FC Kaiserslautern pendant quarante ans.
Avant ses deux frères, Fritz Walter fait ses débuts au FC Kaiserslautern dès l'âge de sept ans. Son frère Ottmar devient aussi footballeur professionnel,. Jouant à ses débuts défenseur droit, ses qualités le font monter sur le terrain au poste d'« inter gauche ». À seize ans, le club souhaite déjà le faire jouer en équipe première, seulement un médecin l’empêche, prétextant que Fritz est trop maigre.
En 1938, à 17 ans, alors qu'il prépare un diplôme pour être employé de banque, Friedrich se tourne définitivement vers une carrière professionnelle de footballeur. Il fait ses débuts en Oberliga Südwest, l'une des cinq grandes divisions du football allemand avant la création de la Bundesliga en 1963, au poste de milieu de terrain. Lors de son premier match, face au SV Niederauenbach, Fritz Walter inscrit quatre buts.
À 19 ans, il connaît sa première sélection en équipe d'Allemagne de football. Le 14 juillet 1940, pour sa première cape, il inscrit un triplé et l'Allemagne bat la Roumanie 9 à 3,, à 19 ans.

### La Seconde Guerre mondiale
Comme beaucoup de footballeurs, la carrière professionnelle de Fritz Walter connaît un coup d'arrêt en raison de la Seconde Guerre mondiale. Appelé par la Wehrmacht le 5 décembre 1940, Fritz Walter stationne dans un premier temps à Kaiserslautern. Le 15 mars 1942, le 1. FC Kaiserslautern écrase le FK Pirmasens lors d’un match de Gauliga sur le score de 26-0, dont la moitié inscrits par Fritz Walter.
Il est mobilisé comme fantassin en 1942, envoyé en Lorraine et joue d'ailleurs d'avril à juin 1943 en tant que Gastspieler (joueur invité en allemand) au Thionville FC, renommé TSG Diedenhofen après l'annexion de la Moselle par les Allemands.
Durant le conflit, Fritz Walter joue essentiellement pour les « Rote Jäger » (chasseurs rouges) entraînés par Sepp Herberger et qui devient un moyen de protéger les internationaux allemands de l’époque. Walter est plus tard déployé sur la Corse, la Sardaigne et l'île d'Elbe.
À la fin du conflit, Fritz Walter est fait prisonnier par l'Armée rouge dans un camp en Roumanie, à Sighetu Marmatiei. Alors qu'il est destiné à être déporté dans un goulag et qu'il souffre de la malaria, il est reconnu par un soldat hongrois en jouant au football et dont il est l'idole. Ce dernier le fait passer pour un Autrichien enrôlé de force dans la Wehrmacht, ce qui lui vaut de rentrer chez lui le 28 octobre 1945.

### Titres avec Kaiserslautern et champion du monde

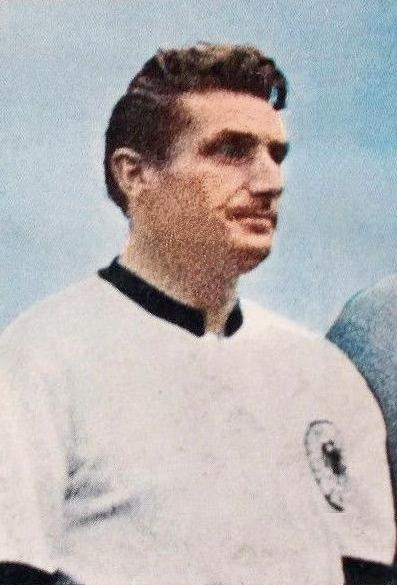
Fritz Walter en 1954.

En 1951, les Roten Teufel ("Diables Rouges") du FCK remportent le Championnat d'Allemagne. En 1951, il rejoue en équipe d'Allemagne après une éclipse de près de dix ans en raison de la guerre. À trente ans, Fritz Walter a perdu beaucoup d'années mais il devient rapidement l'homme de base sur lequel compte s'appuyer le sélectionneur Sepp Herberger pour remporter la Coupe du monde 1954.
Au terme de la saison 1952-53, Walter termine meilleur buteur du Championnat d'Allemagne remporté par son club pour la deuxième fois de son histoire. Considéré comme le meilleur footballeur allemand de sa génération, il est courtisé par de nombreux clubs dont l'Atletico Madrid et l'Inter Milan, mais restera fidèle au FCK jusqu'à sa retraite sportive.
Capitaine de la sélection allemande partie disputer la Coupe du monde 1954, il est le confident et le relais de Sepp Herberger sur le terrain. Les frères Walter. Fritz et Ottmar arrivent en Suisse avec le statut d'attaquants les plus redoutés de la RFA après avoir inscrit de nombreux buts pour Kaiserslautern. Les observateurs prédisent une victoire finale de la Hongrie, invaincue depuis quatre ans. Les Allemands subissent une lourde défaite contre les Hongrois lors du premier tour (8 à 3) qui soulèvent les critiques des journaux allemands. Fritz et son frère contribue à la victoire 7-2 lors d'un match de barrage contre les Turcs, qualifiant la RFA pour les matches à élimination directe. En demi-finale contre l'Autriche, Fritz inscrit deux penalties (6-1). Les Allemands retrouvent les Hongrois en finale sous la pluie. Ces conditions climatiques sont appréciés par Fritz qui, ayant attrapé la malaria durant la guerre, a du mal à supporter les temps chauds et secs. Menés 2 à 0, les allemands réussissent à refaire leur retard avant la mi-temps et prennent définitivement l'avantage à la 84e minute grâce à un but de Rahn. L'Allemagne soulève sa première coupe du monde et Fritz devient le premier capitaine allemand à soulever le trophée Jules Rimet. Fritz Walter dispute tous les matchs de la compétition et inscrit trois buts. En raison du contexte d'après-guerre et de la défaite annoncée, ce match est surnommé « le Miracle de Berne » (« das Wunder von Bern »). Fritz et son frère Ottmar Walter deviennent les premiers frères à remporter la Coupe du monde de la FIFA.

### Fin de carrière et de vie
Fritz Walter aide la Hongrie en leur apportant un soutien financier et en leur organisant des matchs après l'intervention soviétique de 1956.
En 1958, Fritz Walter vient en Suède défendre le titre mondial, mais la Mannschaft ne termine qu'à la quatrième place du tournoi, battue lors de la « petite finale » par la France. À 37 ans, Fritz Walter tire sa révérence en sélection à l'issue du tournoi et une défaite 1-3 contre la Suède le 24 juin 1958 en demi-finale,.
Fritz Walter joue son dernier match avec le 1. FC Kaiserslautern le 20 juin 1959, à 38 ans et une rencontre de gala contre le Racing Club de Paris remportée 4-2. Il dispute 384 rencontres pour son club de cœur, inscrivant 327 buts.
Fritz Walter devient directeur du service après-vente d’une usine de meubles rembourrés, proche d’Ulm, où travaille aussi Jupp Posipal, aussi champion du monde 1958. Durant cette expérience, Fritz Walter dirige le club du VfL Neustadt/Coburg en deuxième division (zone sud) et failli être relégué, entraînant son licenciement.

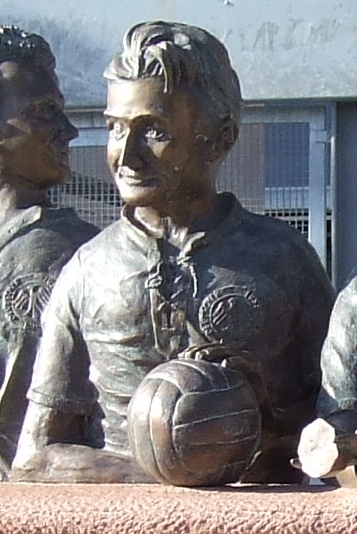
Statue de Fritz Walter devant le Fritz-Walter-Stadion.

En hommage, le stade du 1. FC Kaiserslautern, le Betzenberg, est renommé Fritz-Walter-Stadion en 1985. Il s'agit du seul des 29 stades de plus de 30 000 places d'Allemagne à porter le nom d’un ancien joueur.
Il meurt à 81 ans le 17 juin 2002, quelques mois après le décès de sa femme, Italia Bortoluzzi avec qui il se marie en 1948.

## Palmarès

### Titres et trophées
De retour de la guerre, Fritz Walter reprend sa carrière professionnelle au FC Kaiserslautern et l'aide à remporter l'Oberliga Südwest tous les championnats de 1947 à 1957, sauf en 1952. En 1951 et 1953, les "Diables Rouges" (Roten Teufel) du FCK remportent le Championnat d'Allemagne.
Kaiserslautern
- Champion d'Allemagne : 1951 et 1953

Allemagne
- Vainqueur de la Coupe du monde : 1954

### Distinctions individuelles
Joueur très apprécié outre-Rhin du fait qu'il a personnifié par sa victoire en Coupe du monde le renouveau allemand de l'après-guerre, Fritz Walter est nommé capitaine d'honneur de l'équipe d'Allemagne de football, une distinction qu'il partage avec Uwe Seeler, Franz Beckenbauer, Lothar Matthäus et Bettina Wiegmann.
En 2003, il est élu joueur en or de l'Allemagne pour les cinquante ans de l'UEFA, devant de grands noms comme Franz Beckenbauer, Gerd Müller et Lothar Matthäus.
L'équipe victorieuse de la Coupe du monde de 1954, est souvent nommé en Allemagne Walter Elf ("le Onze de Walter") en hommage à son aura et son charisme au sein de cette équipe. Très aimé en raison de sa fidélité à son club de toujours, le 1.FC Kaiserslautern, de son respect envers son entraîneur (il appelait Sepp Herberger "Chef"), 
Il est meilleur buteur du Championnat d'Allemagne en 1953.
Depuis 2005, la Fritz-Walter Medaille est décernée par la DFB aux meilleurs jeunes dans les catégories U17, U18 et U19, ainsi que chez les meilleurs juniors filles.

## Statistiques

### Par saison
Avec le 1. FC Kaiserslautern, Fritz Walter inscrit 271 buts en 320 matchs d'Oberliga Sud-Ouest, ainsi que 24 réalisations en 47 rencontres de Deutschen Meisterschaft, tour final du Championnat d'Allemagne.
| Saison                | Club                  | Championnat           | Championnat | Championnat | Coupe(s) nationale(s) | Coupe(s) nationale(s) | Dt. Meisterschaft | Dt. Meisterschaft | Allemagne de l'Ouest | Allemagne de l'Ouest | Total | Total |
| Saison                | Club                  | Division              | M.          | B.          | M.                    | B.                    | M.                | B.                | M.                   | B.                   | M.    | B.    |
| 1939-1940             | 1. FC Kaiserslautern  | Gauliga Südw. Saarpf. | 15          | 30          | -                     | -                     | -                 | -                 | 1                    | 3                    | 16    | 33    |
| 1940-1941             | 1. FC Kaiserslautern  | Gauliga Südw. Saarpf. | 12          | 16          | -                     | -                     | -                 | -                 | 10                   | 7                    | 22    | 23    |
| 1941-1942             | 1. FC Kaiserslautern  | Gauliga Westmark      | 14          | 39          | -                     | -                     | 2                 | 5                 | 7                    | 4                    | 23    | 48    |
| 1942-1943             | 1. FC Kaiserslautern  | Gauliga Westmark      | 3           | 1           | -                     | -                     | -                 | -                 | 6                    | 5                    | 9     | 6     |
| 1943                  | TSG Diedenhofen       | ?                     | -           | -           | -                     | -                     | -                 | -                 | -                    | -                    | 0     | 0     |
| 1944-1945             | aucun                 | -                     | -           | -           | -                     | -                     | -                 | -                 | -                    | -                    | 0     | 0     |
| 1945-1946             | 1. FC Kaiserslautern  | Oberliga Südwest Nord | 14          | 16          | -                     | -                     | -                 | -                 | -                    | -                    | 14    | 16    |
| 1946-1947             | 1. FC Kaiserslautern  | Oberliga Südwest Nord | 14          | 22          | -                     | -                     | -                 | -                 | -                    | -                    | 14    | 22    |
| 1947-1948             | 1. FC Kaiserslautern  | Oberliga Südwest Nord | 24          | 31          | -                     | -                     | 3                 | 1                 | -                    | -                    | 27    | 32    |
| 1948-1949             | 1. FC Kaiserslautern  | Oberliga Südwest Nord | 22          | 30          | -                     | -                     | 5                 | 0                 | -                    | -                    | 27    | 30    |
| 1949-1950             | 1. FC Kaiserslautern  | Oberliga Südwest Nord | 26          | 34          | -                     | -                     | 3                 | 3                 | -                    | -                    | 29    | 37    |
| 1950-1951             | 1. FC Kaiserslautern  | Oberliga Südwest      | 19          | 5           | -                     | -                     | 7                 | 1                 | 2                    | 1                    | 28    | 7     |
| 1951-1952             | 1. FC Kaiserslautern  | Oberliga Südwest      | 27          | 19          | -                     | -                     | -                 | -                 | 4                    | 1                    | 31    | 20    |
| 1952-1953             | 1. FC Kaiserslautern  | Oberliga Südwest      | 30          | 38          | -                     | -                     | 7                 | 4                 | 5                    | 2                    | 42    | 44    |
| 1953-1954             | 1. FC Kaiserslautern  | Oberliga Südwest      | 29          | 20          | -                     | -                     | 3                 | 2                 | 10                   | 7                    | 42    | 29    |
| 1954-1955             | 1. FC Kaiserslautern  | Oberliga Südwest      | 21          | 10          | -                     | -                     | 7                 | 4                 | 1                    | -                    | 29    | 14    |
| 1955-1956             | 1. FC Kaiserslautern  | Oberliga Südwest      | 25          | 16          | -                     | -                     | 6                 | 1                 | 6                    | 3                    | 37    | 20    |
| 1956-1957             | 1. FC Kaiserslautern  | Oberliga Südwest      | 21          | 15          | -                     | -                     | 2                 | 3                 | 2                    | -                    | 25    | 18    |
| 1957-1958             | 1. FC Kaiserslautern  | Oberliga Südwest      | 26          | 5           | -                     | -                     | 2                 | 0                 | 7                    | -                    | 35    | 5     |
| 1958-1959             | 1. FC Kaiserslautern  | Oberliga Südwest      | 22          | 10          | -                     | -                     | -                 | -                 | -                    | -                    | 22    | 10    |
| Total sur la carrière | Total sur la carrière | Total sur la carrière | 320         | 271         | -                     | -                     | 47                | 24                | 61                   | 33                   | 428   | 328   |

### En équipe nationale
Fritz Walter est international allemand de 1940 à 1958 pour 61 sélections et 33 buts, soit 0,54 buts par match de moyenne. En 61 matchs, il connaît 34 victoires, 8 égalités et 19 défaites soit 62 % de succès.
Walter participe à onze rencontres de Coupe du monde, cinq matchs en 1954 (trois buts) et autant en 1958.